# Morgan Saout
Pas d'image ? Cliquez ici

a Compétitions nationales et continentales officielles uniquement.

Dernière mise à jour le 28 août 2016.
Morgan Saout, né le 14 avril 1984 à Toulouse, est un joueur de rugby à XV français qui évolue au poste d'arrière au sein de l'effectif de l'US Colomiers de 2003 à sa retraite en 2016.

## Palmarès
Avec l'US Colomiers
- Championnat de France de 1re division fédérale :
  - Champion (2) : 2005 et 2008